# Henrik Dam
Carl Peter Henrik Dam (Koppenhága, 1895. február 21. – Koppenhága, 1976. április 17.) dán biokémikus. 1943-ban Edward Doisyval megosztva orvostudományi Nobel-díjban részesült a K-vitamin felfedezéséért.

## Tanulmányai és munkahelyei
Henrik Dam 1895. február 21-én született Koppenhágában. Apja Emil Dam patikus, anyja Emilie Dam (leánykori nevén Peterson) tanárnő volt.
Dam a Koppenhágai Politechnikai Intézetben tanult kémiát. 1920-ban megkapta oklevelét és a Mezőgazdasági és Állatorvosi Főiskolán kezdett dolgozni tanársegédként. 1923-tól a Koppenhágai Egyetem Élettani Laboratóriumában lett a biokémia oktatója. 1924-ben megnősült, Inger Olsent vette feleségül.
1925-ben Grazban a Nobel-díjas Fritz Preglnél tanult mikrokémiát. 1928-ban a Koppenhágai Egyetem adjunktusa lett, a következő évben pedig tanárrá nevezték ki. Ezt az állást egészen 1941-ig betöltötte. 1934-ben szerzett PhD fokozatot a szterinekről írt disszertációjával.
1932-33-ban a németországi Freiburgban kutatott Rudolph Schoenheimer laboratóriumában 1935-ben pedig Zürichben Paul Karrerrel (aki két évvel később kémiai Nobel-díjat kapott) dolgozott közösen. 

## A K-vitamin felfedezése
Miközben kísérleteket végzett a csirkék szterolanyagcseréjével kapcsolatosan, felfigyelt arra, hogy az egyoldalú diétán tartott kísérleti állatai vérzékenyek lettek és vérük alvadási képessége lényegesen csökkent. Ezt az állapotot sertésmáj, lucerna, káposzta vagy spenót etetésével vissza tudta fordítani. Dam úgy vélte, hogy a betegséget egy addig ismeretlen "véralvadási vitamin" hiánya okozta, amit a koaguláció szóból K-vitaminnak nevezett el.
A felfedezésért az amerikai Edward Doisyval közösen elnyerte az 1943. évi orvostudományi Nobel-díjat. 

## Későbbi pályafutása
Henrik Dam egy korábban megszervezett előadáskörúton tartózkodott az Egyesült Államokban, amikor a németek 1940 áprilisában megszállták Dániát. A második világháború idején az az USA-ban élt; eközben a Woods Hole Tengerbiológiai Laboratóriumban, a Rochesteri Egyetemen és a Rockefeller Orvostudományi Kutatóintézetben dolgozott.
1941-ben, távollétében a Koppenhágai Politechnikai Intézet biokémiaprofesszorává nevezték ki. 1946-ban visszatért Dániába és folytatta kutatásait a K- és E-vitamin, koleszterin- és zsíranyagcsere témakörökben, valamint tanulmányozta az epekő kialakulásának feltételeit. 1956 és 1962 között ő volt a Dán Lipidkutató Intézet biokémiai részlegének vezetője.
Henrik Dam 1976. április 17-én halt meg Koppenhágában, 81 éves korában.